# Torneo di Rotterdam
Il Torneo di Rotterdam o Rotterdam AD-Tournament è stato un torneo calcistico a carattere amichevole, disputato nel periodo estivo a Rotterdam, tra il 1978 e il 1991. La competizione era sponsorizzata dalla rivista AD (Algemeen Dagblad) e prevedeva la partecipazione del Feyenoord e di altri tre club. Tutte le partite venivano disputate al Feijenoord Stadion. La formula del torneo prevedeva semifinali e finale, fino all'edizione del 1986. Nelle restanti cinque edizioni, invece, prevedeva un girone unico all'italiana.

## Albo d'oro
| Anno | Vincitori       |
| ---- | --------------- |
| 1978 | Feyenoord       |
| 1979 | Feyenoord       |
| 1980 | Southampton     |
| 1981 | Celtic          |
| 1982 | Feyenoord       |
| 1983 | Amburgo         |
| 1984 | Feyenoord       |
| 1985 | Grêmio          |
| 1986 | Werder Brema    |
| 1987 | Standard Liegi  |
| 1988 | Feyenoord       |
| 1989 | Feyenoord       |
| 1990 | Feyenoord       |
| 1991 | Dinamo Bucarest |